# Segno (Vado Ligure)
Segno è una frazione di 412 abitanti del comune di Vado Ligure, in provincia di Savona. Già comune autonomo, fu accorpato nel 1929 all'ente vadese.
Posizionata a 191 m sul livello del mare, è posta a circa 7 km ad ovest dal capoluogo comunale. Il paese presenta un raggruppamento in borgate tipico di molti paesi dell'entroterra ligure.

## Geografia fisica
Il territorio frazionario è costituito dalle località di Bassi, Bricco, Carpeneta, Campo Ferrato, Contrada, Cundan, Cunio, Gatti, Marroni, Piano, Ponte dell'Isola, Ritano, San Bernardo, Suenghe e Verma. Comprende buona parte del bacino dell'omonimo torrente.

## Storia

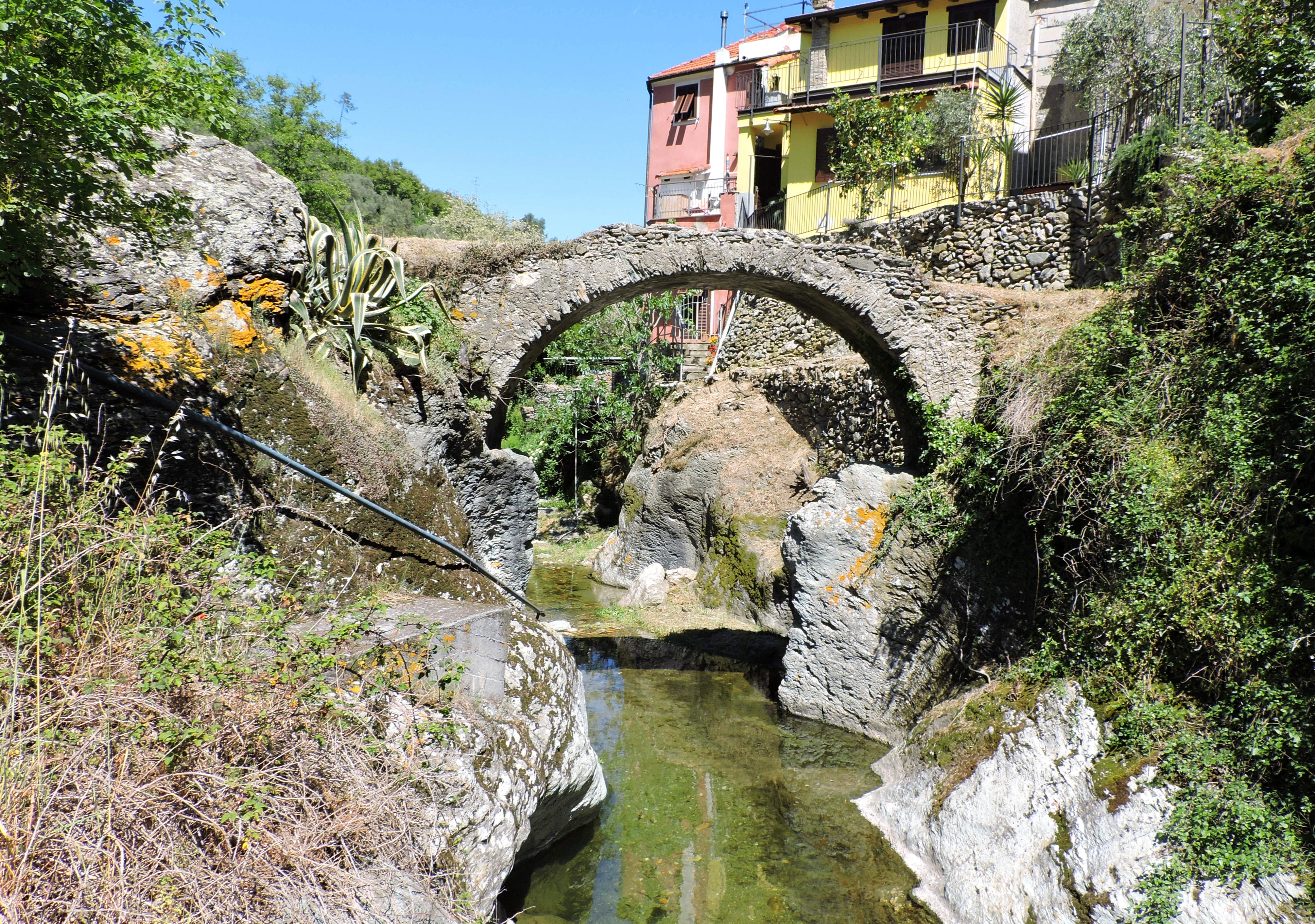
Il torrente Segno in località Ponte dell'Isola

Storicamente il villaggio di Segno seguì le vicende antiche del capoluogo comunale di Vado Ligure.
Possedimento della città romana di Vada Sabatia, rientrò tra i domini aleramici di Bonifacio del Vasto e dei discendenti della famiglia feudale dei Del Carretto; a questo periodo risalirebbe la costruzione del castello carrettesco in loco, oggi in stato di rudere.
Divenuto quindi possedimento della Repubblica di Genova il territorio di Segno e Vado fu eretto in podesteria seguendo le sorti e vicende storiche genovesi.
Con la caduta della Repubblica di Genova (1797), sull'onda della rivoluzione francese e a seguito della prima campagna d'Italia di Napoleone Bonaparte, il territorio rientrò dal 2 dicembre 1797 nel Dipartimento del Letimbro, con capoluogo Savona, all'interno della Repubblica Ligure. Dal 28 aprile del 1798 con i nuovi ordinamenti francesi, rientrò nel IV Cantone, con capoluogo Vado, della Giurisdizione di Colombo e dal 1803 centro principale del I Cantone di Savona nella Giurisdizione di Colombo. Annesso al Primo Impero francese, dal 13 giugno 1805 al 1814 venne inserito nel Dipartimento di Montenotte.
Nel 1815 fu inglobato nel Regno di Sardegna, così come stabilì il Congresso di Vienna del 1814 anche per gli altri comuni della repubblica ligure, e successivamente nel Regno d'Italia dal 1861. Dal 1859 al 1927 il territorio fu compreso nel VI mandamento di Noli del Circondario di Savona facente parte della Provincia di Genova; nel 1927 anche il territorio comunale di Segno passò sotto la neo costituita Provincia di Savona.
Nel 1929 l'ente comunale venne soppresso e accorpato - come frazione - al comune di Vado Ligure. Nel periodo bellico venne qui costruito, a fianco della locale chiesa parrocchiale, nella zona del cimitero, un campo di concentramento.

## Monumenti e luoghi d'interesse

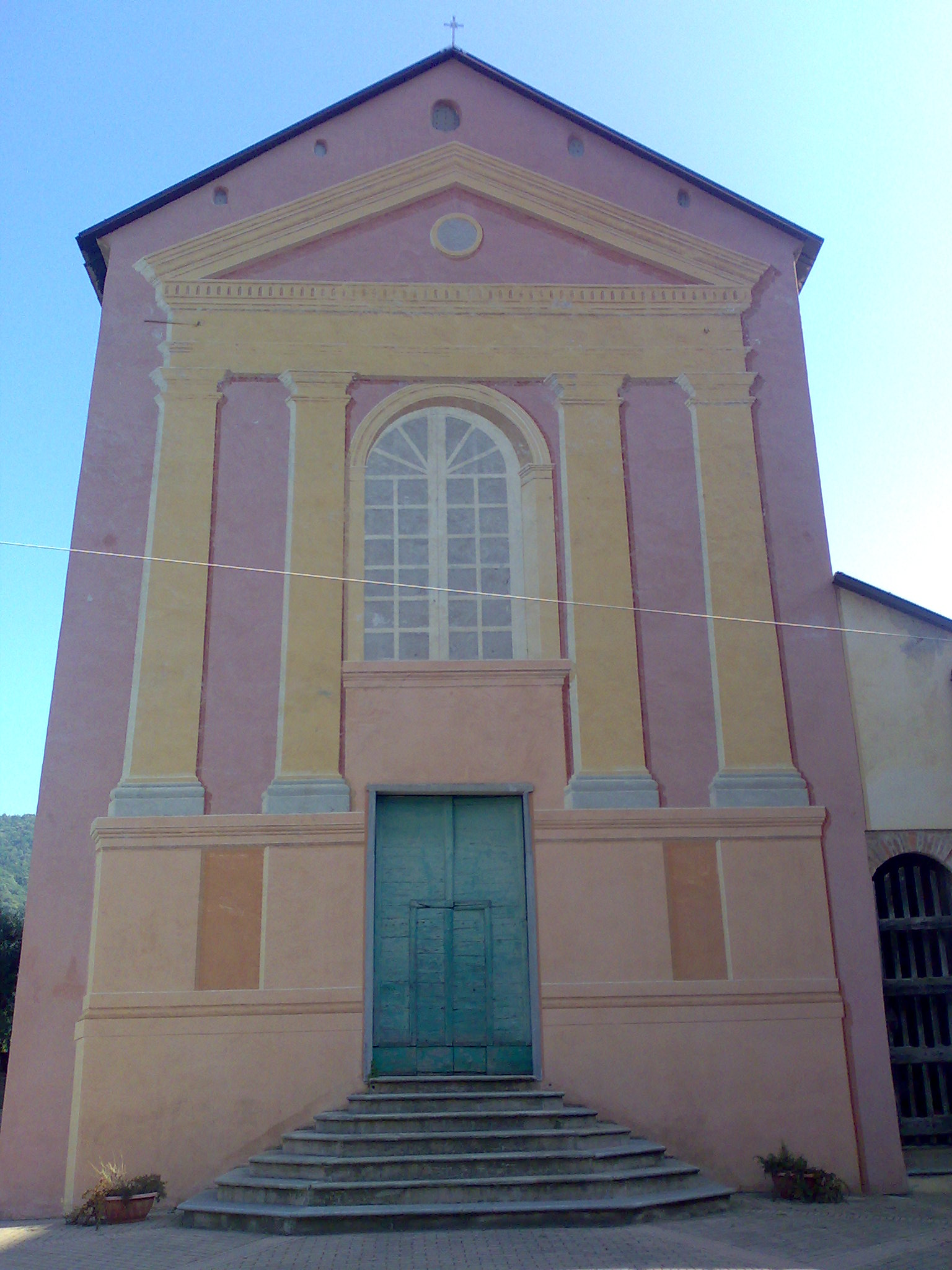
L'oratorio di Santa Margherita

### Architetture religiose
- Chiesa parrocchiale di San Maurizio.
- Oratorio di Santa Margherita.
- Cappella di San Bernardo.

### Architetture militari
- Ruderi del castello eretto nel Medioevo dai marchesi Del Carretto.

## Cultura

### Eventi
Oltre alla festività patronale di san Maurizio il 22 settembre, Segno è rinomato per la sagra delle lumache all'inizio di giugno, la sagra dei ravioli a luglio e la sagra della melanzana ripiena ad inizio agosto.
Nei giorni intorno al Natale a Segno prende vita un caratteristico presepe vivente storico tradizionale ù Bambin de çent'anni fà ("il Bambino Gesù di cent'anni fa"), ambientato agli inizi del 1900, che vuole riproporre i mestieri e i costumi di inizio secolo attraverso uno squarcio di vita quotidiana del tempo, i cui figuranti sono gli stessi abitanti e che attrae numerosi visitatori.